# Thomas Wincqz

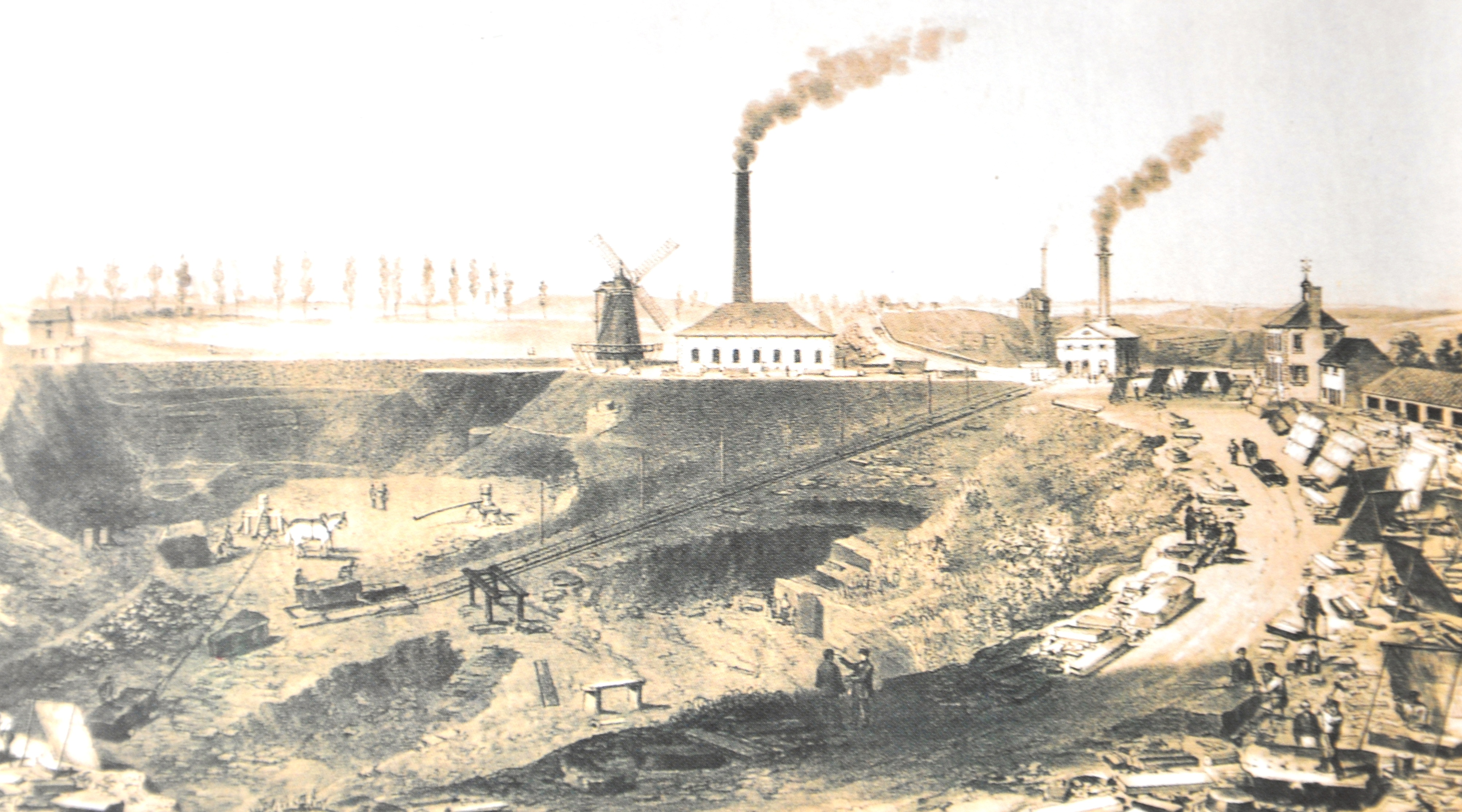
Mijnactiviteiten van de firma Wincqz, met een stoommachine (19e eeuw)

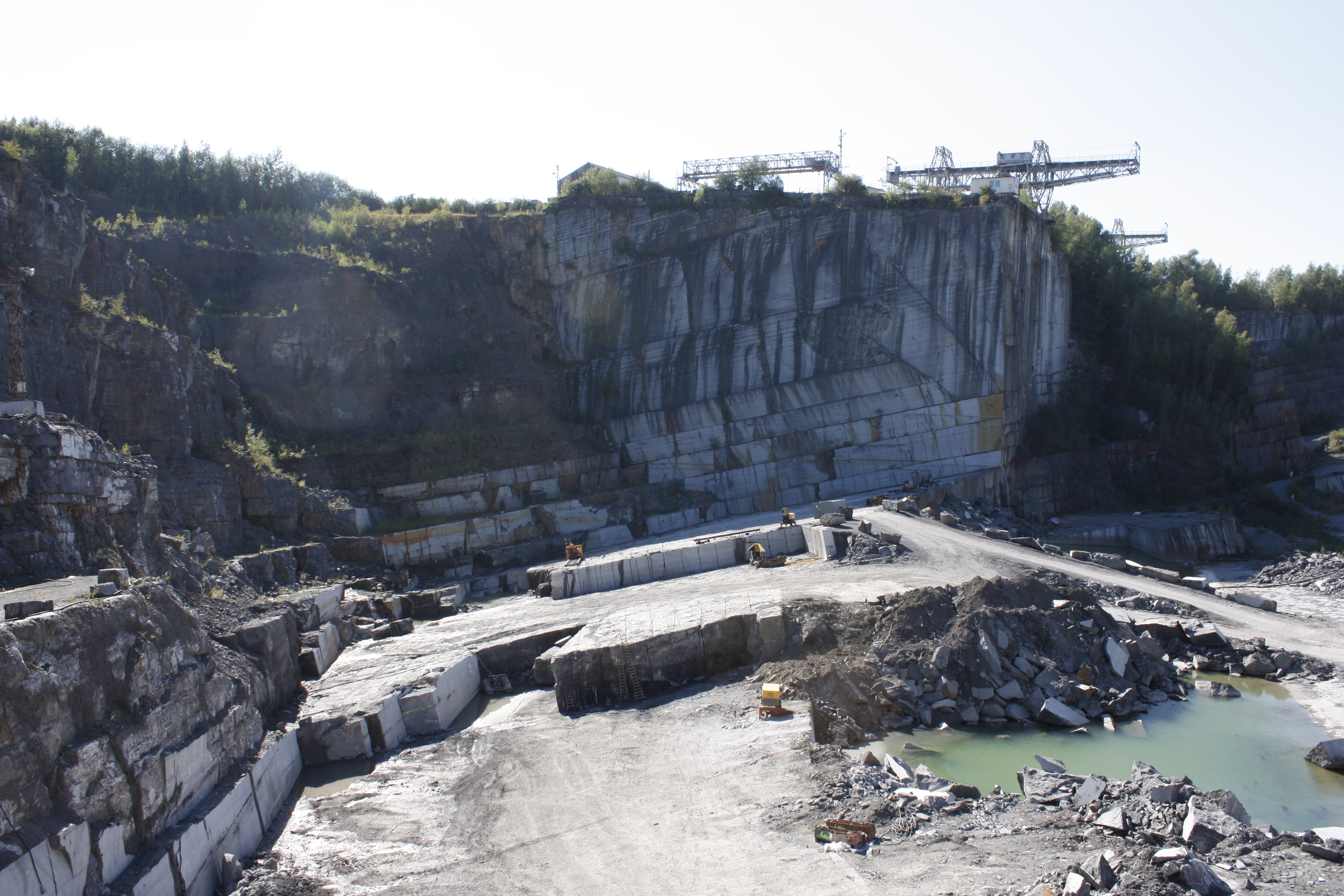
Beschermd erfgoed in Zinnik (België)

Thomas Wincqz (Zinnik, 7 maart 1752 – Zinnik, 3 januari 1807) was een ondernemer en mijnbouwer van blauwe hardsteen in de Oostenrijkse Nederlanden. Tijdens het Frans bestuur in de Zuidelijke Nederlanden was hij politicus in de stad Zinnik en het departement Jemappes.

## Levensloop
Hij was een telg uit een familie van uitbaters van steengroeves van blauwe hardsteen. De familie Wincqz exploiteerde steengroeves sinds 1668, in het graafschap Henegouwen. Van de elf kinderen bij vader Grégoire Wincqz (1708-1794) was Thomas Wincqz de enige die de mijnexploitaties overnam. Zijn vader was de eerste in de streek die een stoommachine gebruikte. Thomas Wincqz breidde de mijnactiviteiten nog belangrijk uit. Hij exporteerde blauwe hardsteen tot ver buiten de grenzen van de Oostenrijkse Nederlanden, waar het diende voor de bouw van paleizen, herenhuizen en kloosters. De hoofdzetel van de onderneming, de belangrijkste mijn, bevond zich in de stad Zinnik.
Na het verjagen van de Oostenrijkers vestigden de Fransen een republikeins-revolutionair bestuur in de Zuidelijke Nederlanden. Wincqz werd stadsmagistraat van Zinnik (1792) en afgevaardigde van het departement Jemappes (1794). Deze politieke activiteiten combineerde hij met zijn werk als ondernemer in de steengroeves. Als vermogend burger kon hij aangeslagen kerkelijke goederen opkopen. De politieke activiteiten liet hij nadien varen.
Wincqz had 17 kinderen van twee huwelijken. Een van zijn kinderen, Grégoire-Joseph Wincqz (1783-1852) volgde hem op. Het testament voor hem was erg precies opgesteld. Deze kocht aanliggende terreinen naast de mijn op, voor verdere exploitatie.

## 20e eeuw
De steengroeves Wincqz fusioneerden met de steengroeves Gauthier in 1935: dit werd de firma Gauthier & Wincqz. De oorspronkelijke mijnsite van Thomas Wincqz in Zinnik is geklasseerd erfgoed sinds 1992.